# 河和口駅
河和口駅（こうわぐちえき）は、愛知県知多郡美浜町大字布土にある名古屋鉄道河和線の駅。駅番号はKC18。
以前は特急が一部通過していたが、現在は全ての列車が停車する。

## 歴史
- 1932年（昭和7年）7月1日 - 知多鉄道の駅として開業。
- 1943年（昭和18年）2月1日 - 知多鉄道が名古屋鉄道に合併。
- 1961年（昭和36年）度 - 貨物営業廃止[1]。
- 1985年（昭和60年）2月16日 - 無人化[2]。
- 2007年（平成19年）3月14日 - トランパス、駅集中管理システム導入。
- 2008年（平成20年）12月27日 - ダイヤ改正により、日中の停車本数が従来の毎時3本から毎時2本（富貴駅発着の普通のみ）に減少。
- 2011年（平成23年）
  - 2月11日 - ICカード乗車券「manaca」供用開始。
  - 3月26日 - ダイヤ改正により、日中の停車本数が毎時3本に戻る（普通・急行・特急各1本）。特急停車駅となり、すべての列車が停車する。
- 2012年（平成24年）2月29日 - トランパス供用終了。
- 2023年（令和5年）3月18日 - ダイヤ改正により、日中の停車本数が毎時4本（普通（知多半田駅から急行）・特急各2本）に増加。
- 2024年（令和6年）3月16日 - 毎時2本の普通列車がダイヤ改正で急行に変更。

## 駅構造
相対式2面2線ホームの地上駅。当駅から隣の河和駅までは単線のため、当駅で対向列車を待つことがある。ホームは6両分しかないため、8両編成の列車では後ろ2両は締切となる。1985年（昭和60年）に無人駅となったが、すぐ近くに潮干狩り場や海水浴場があり、多客期には臨時に駅員が配置されることがあった。現在は駅集中管理システムが導入されている（管理駅は知多半田駅）。出入口は下りホーム富貴駅寄りの先端に1ヶ所あり、互いのホームは構内踏切で連絡している。無人駅ではあるが特急列車が全便停車し、かつ一部の特急には特別車が連結されているため、自動券売機でミューチケットを購入できる。

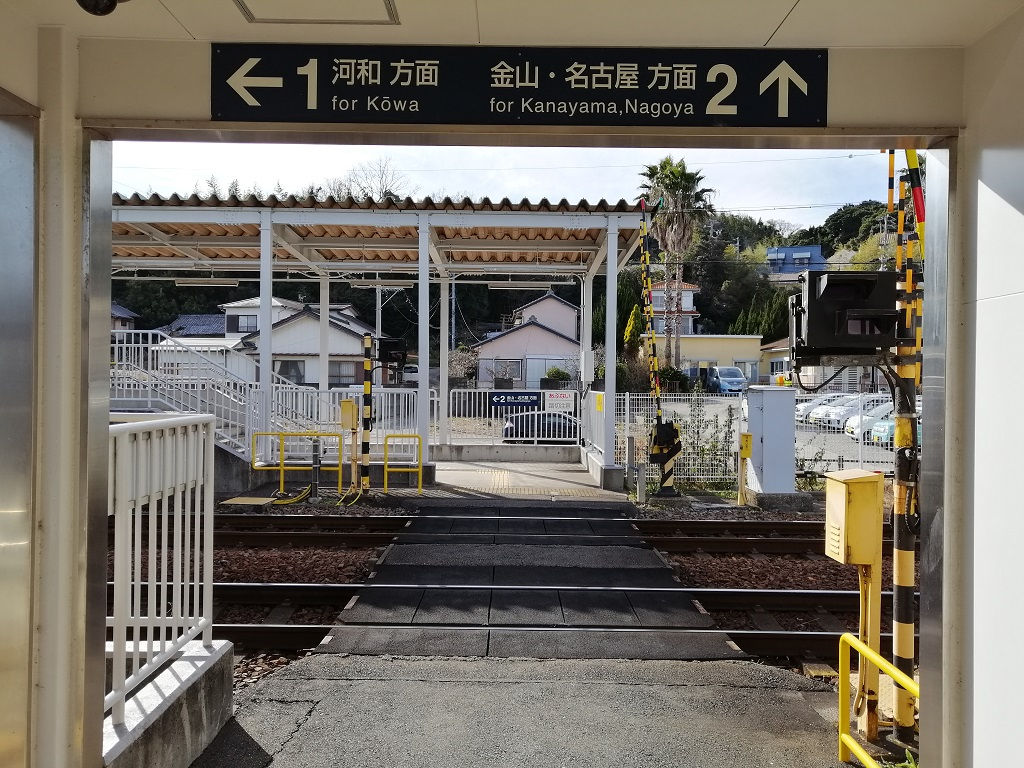
構内踏切
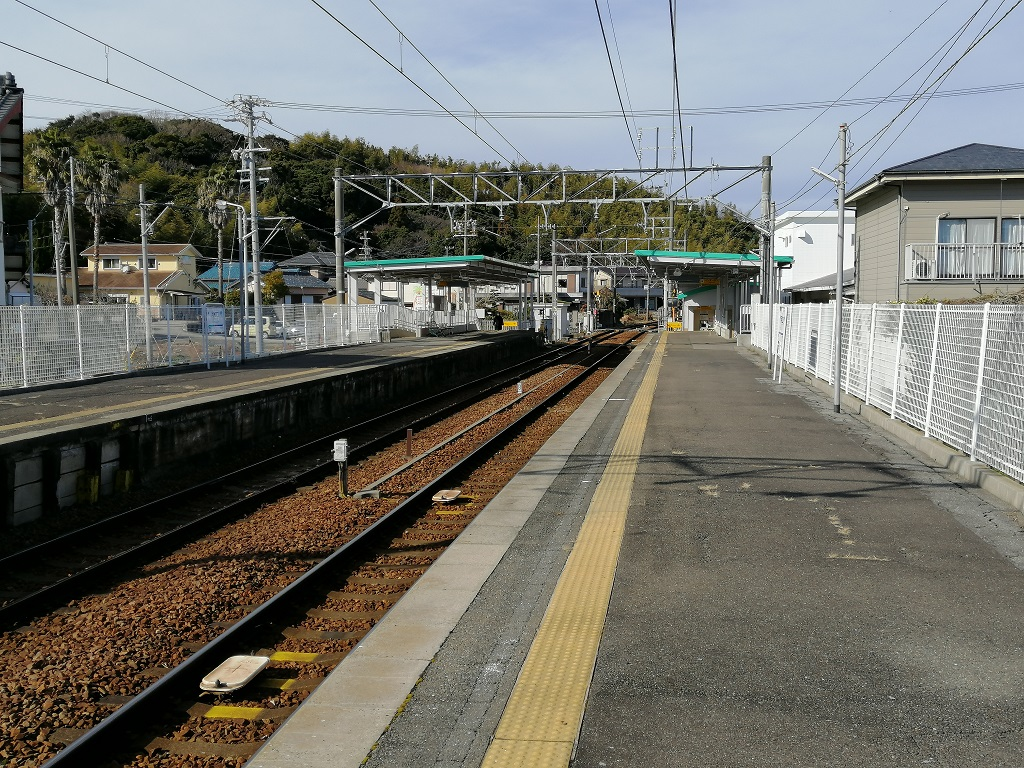
ホーム
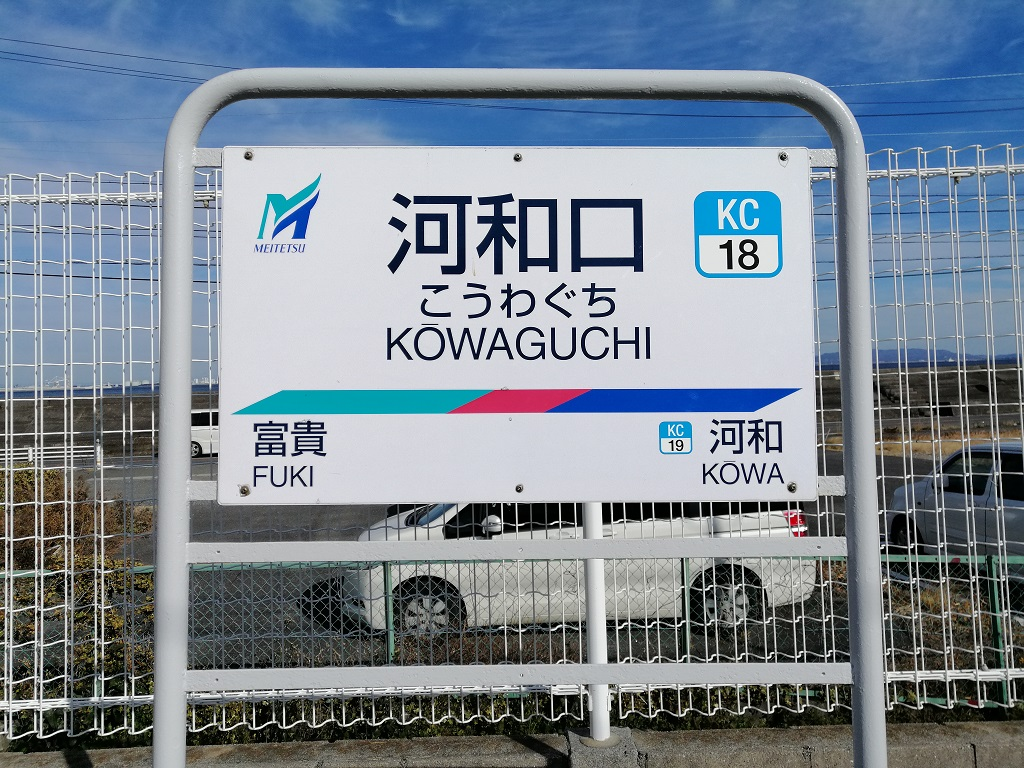
駅名標

### のりば
| 番線 | 路線      | 方向 | 行先                         |
| ---- | --------- | ---- | ---------------------------- |
| 1    | KC 河和線 | 下り | 河和ゆき                     |
| 2    | KC 河和線 | 上り | 太田川・金山・名鉄名古屋方面 |

※ 駅集中管理システム導入時に割り当て。

### 配線図
| ← 太田川・ 名古屋方面 | 河和口駅 - 河和駅 構内配線略図 |  |
| 凡例 出典:            |                                |  |

## 利用状況
- 「移動等円滑化取組報告書」によれば、2020年度の1日平均乗降人員は452人である[5]。
- 『名鉄120年：近20年のあゆみ』によると2013年度当時の1日平均乗降人員は558人であり、この値は名鉄全駅（275駅）中255位、河和線・知多新線（24駅）中22位であった[6]。
- 『名古屋鉄道百年史』によると1992年度当時の1日平均乗降人員は788人であり、この値は岐阜市内線均一運賃区間内各駅（岐阜市内線・田神線・美濃町線徹明町駅 - 琴塚駅間）を除く名鉄全駅（342駅）中243位、河和線・知多新線（26駅）中19位であった[7]。
- 「知多半島の統計」によると、当駅の各年度の1日平均乗車人員は以下の通りである[8]。

| 年度               | 1日平均 乗車人員 |
| ------------------ | ---------------- |
| 2010年（平成22年） | 315              |
| 2011年（平成23年） | 292              |
| 2012年（平成24年） | 289              |
| 2013年（平成25年） | 279              |
| 2014年（平成26年） | 287              |
| 2015年（平成27年） | 293              |
| 2016年（平成28年） | 306              |
| 2017年（平成29年） | 302              |
| 2018年（平成30年） | 306              |
| 2019年（令和元年） | 286              |

※ 特急が全て停車するようになり、停車本数も年々増加しており利便性は向上しているものの、周辺は過疎化が進みつつあり、利用客は減少傾向である。

## 駅周辺

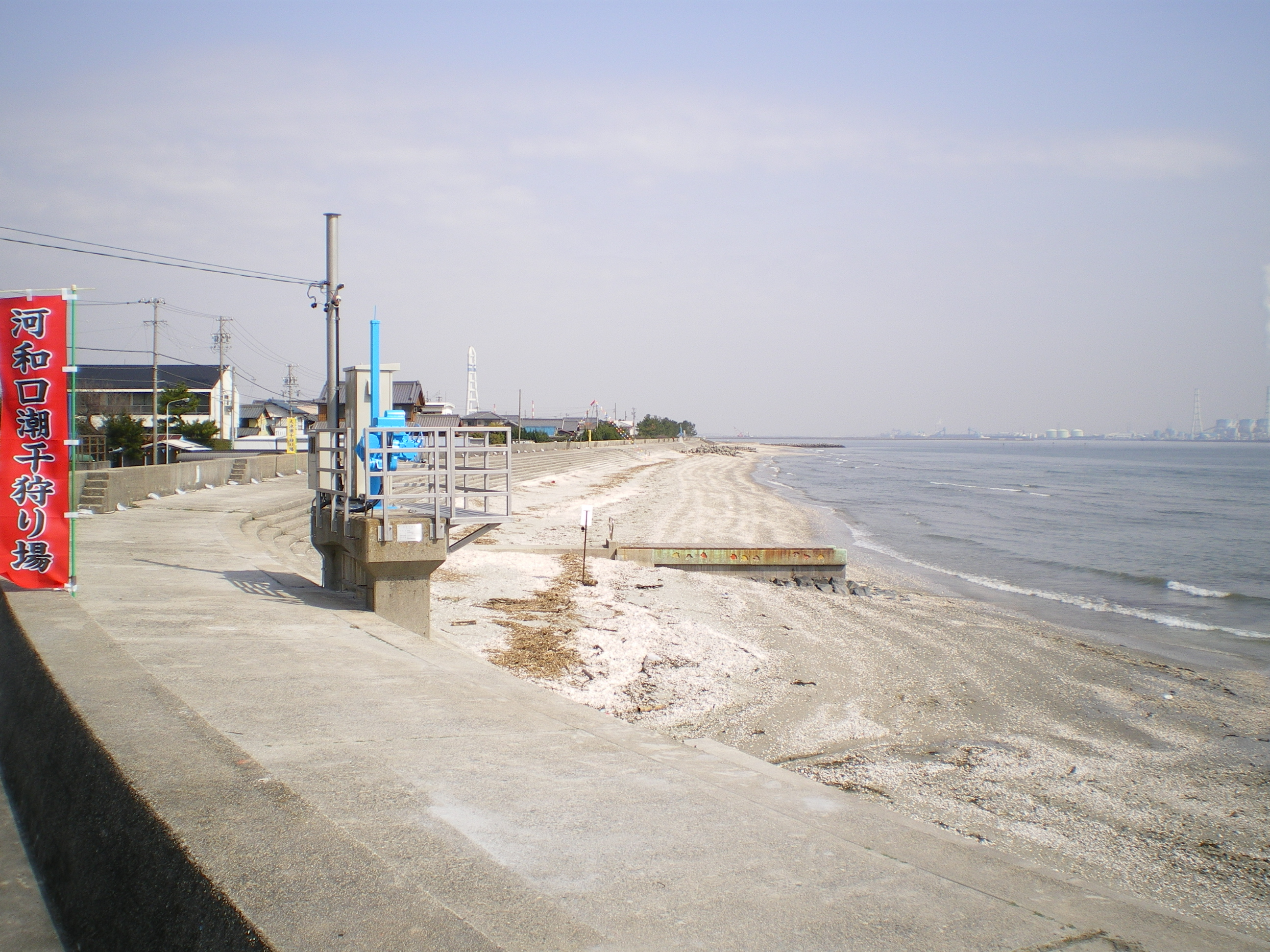
河和口潮干狩り場

周辺は住宅地となっている。当駅出口の前は国道247号（師崎街道）を隔てて海岸がある。季節によっては潮干狩りもできる。駅の脇には喫茶店があり、近くに河和口海水浴場もある。その反対側には美浜オレンジラインというハイキングコースがある。

### 主な施設
- 時志観音
- 河和口海水浴場

### バス路線
- 美浜町巡回バス「いってきバス自然号」東部コース

## 隣の駅
名古屋鉄道
KC 河和線
■特急・□快速急行・■急行・■準急・■普通
富貴駅 (KC17) - 河和口駅 (KC18) - 河和駅 (KC19)
- かつては富貴駅 - 当駅間に四海波駅および布土駅、当駅 - 河和駅間に時志駅が存在した。